# Artemida (miasto)
Artemida (gr. Αρτέμιδα) – miasto w Grecji, w administracji zdecentralizowanej Attyka, w regionie Attyka, w jednostce regionalnej Attyka Wschodnia, w gminie Spata-Artemida. W 2011 roku liczyło 21 488 mieszkańców.